# 앨런 이벤트 센터
앨런 이벤트 센터(Allen Event Center)는 미국 텍사스주 앨런에 위치한 실내 경기장이다. 현재 ECHL 앨런 아메리칸스의 홈경기장으로 사용되고 있다.